# Lentiai
Lentiai es una localidad italiana perteneciente al municipio de Borgo Valbelluna de la provincia de Belluno, región de Véneto. Tiene 3.018 habitantes.
Fue un municipio independiente hasta el 30 de enero de 2019, en que fue disuelto y pasó a formar parte del municipio de Borgo Valbelluna.

## Evolución demográfica
| Gráfica de evolución demográfica de Lentiai entre 1861 y 2001 |
|                                                               |
| Fuente ISTAT - elaboración gráfica de Wikipedia               |